# Rio Espera
Rio Espera este un oraș în Minas Gerais (MG), Brazilia.